# Арсенишвили, Давид Ильич
Давид Ильич Арсенишвили (груз. დავით ილიას ძე არსენიშვილი; 13 декабря 1905 года, Ткибули — 16 ноября 1963 года, Тбилиси) — грузинский советский искусствовед, организатор музейного дела, первый директор Музея древнерусского искусства имени Рублёва в Москве.

## Биография
Родился в семье государственного служащего Ильи Александровича, уроженца села Дабадзвели, пристава в Кутаиси (по некоторым сведениям родился в Дабадзвели и сам Давид). Мать, Прискилэ, происходила из бедного духовенства. На полученном в приданое участке земли отец построил собственный дом.
Давид учился в Кутаисской классической гимназии. Поступив в 1921 году в индустриальный техникум в Тифлисе, через два года получил специальность экономиста.
С детства влюблённый в театр, тайно уехал в Москву, где окончил театральную студию под руководством актрисы МХАТ М. Роксановой, а затем студию им. К. С. Станиславского. Но делом, которому он посвятил свою жизнь, стала организация музеев.
В 1927 году подготовил выставку по собранным им материалам по истории театра. Выставка стала основой первого в Закавказье Государственного театрального музея Грузинской ССР. Через два года, в 1929 году, Арсенишвили подготовил выставку о жизни и деятельности А. С. Грибоедова, составившую основу будущего Литературного музея Грузии.
Активный защитник древнего храма Анчисхати.
Собиратель материалов о творчестве Константина Марджанишвили, сумел в 1930 году добыть в Москве и привезти в Тбилиси занавес созданного в 1913 году Московского Свободного театра, исполненный Константином Сомовым.
Привёз в Россию фотографии известного фотографа Димитрия Ермакова, посвященные архитектуре Кавказа конца XIX века, которые получил от вдовы Ермакова.
В 1944 году принял на содержание выдавшего себя за сына Есенина авантюриста
При решении в декабре 1947 года создать мемориальный музей Андрея Рублева на территории бывшего Спасо-Андроникова монастыря был назначен директором. Д. И. Арсенишвили с самого начала поставил перед собой цель — превратить музей в Музей древнерусского искусства. В отстаивании музея добился приёма у секретаря ЦК КПСС М. А. Суслова, собирая материалы для музея выезжал в далёкую российскую провинцию.
В 1955 году организовал раскопки в Астраханском кремле, в результате которых удалось обнаружить погребения грузинских царей Вахтанга VI и Теймураза II.
В канун 600-летия Андрея Рублёва, в январе 1959 года, Управлением культуры Мосгорисполкома был отстранён от должности директора. Вернулся в Тбилиси.
Умер в больнице 16 ноября 1963 года от сильнейшего приступа бронхиальной астмы. Похоронен на тбилисском Сабурталинском кладбище.

## Высказывания
Я грузин, и хочу, чтобы Музей русского искусства был открыт, был достоин своего призвания. А вы кто? Вы русский, и вы этого не хотите!— «Страж древнерусского искусства»

## Оценки современников

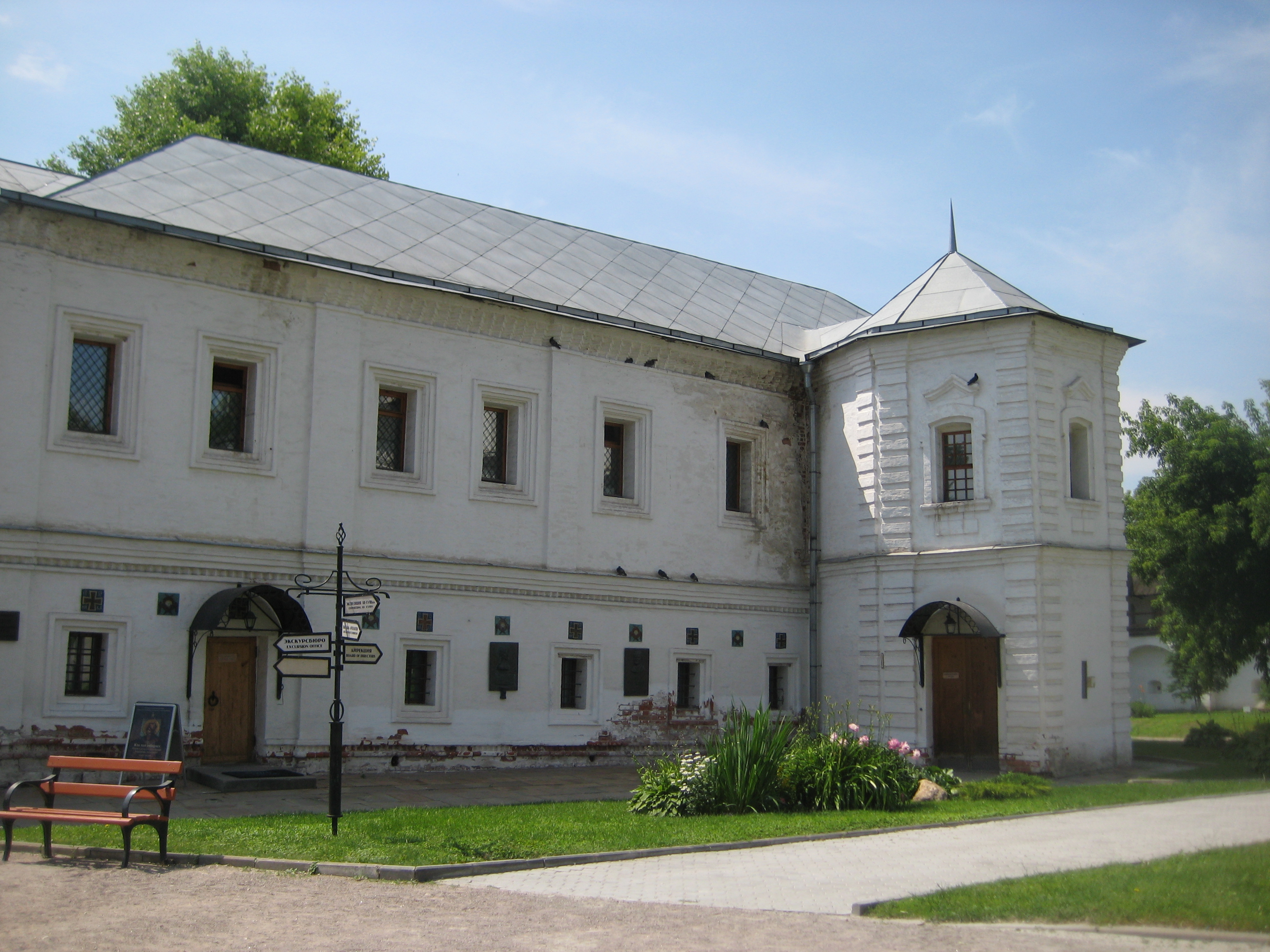
Выставочный корпус музея

Он действительно был настоящим бессребреником, жил в Москве без квартиры, без денег, спал на раскладушке, которую на ночь ставил в Спасском соборе в экспозиции музея, имел только один, но всегда аккуратно выглаженный костюм. И при этом был абсолютно независим — качество, увы, редкое в наше время. С самым важным начальством он разговаривал как равный, никогда не просил, а требовал, так как служил не себе, а древнерусскому искусству. В обращении с людьми, которые, с его точки зрения, были выше по знаниям, он бывал застенчивым и скромным. Он был чуток к чужому мнению, если оно исходило от единомышленников— Ольга Никифорова «Страж древнерусского искусства»

## Память
В 2001 году на стене выставочного корпуса музея имени А. Рублёва установлена мемориальная доска работы Зураба Церетели в память Давида Арсенившили.
В музее имени Андрея Рублёва проводятся конференции и научные чтения, посвященные памяти Д. Арсенишвили.